# Abaeté Linhas Aéreas
Abaeté Linhas Aéreas — колишня регіональна авіакомпанія Бразилії зі штаб-квартирою в місті Салвадор, що працювала на ринку регулярних та чартерних комерційних авіаперевезень в штаті Баїя.

## Історія
Abaeté Linhas Aéreas веде свою історію від невеликої авіакомпанії Aerotáxi Abaeté, утвореної в 1979 році і яка надавала послугу човникових перевезень (аеротаксі). У 1985 році компанія викупила свого прямого конкурента «Atlanta Taxi Aéreo».
У 1994 році «Aerotáxi Abaeté» отримала дозвіл на створення дочірнього підрозділу Abaeté Linhas Aéreas для відкриття ряду регулярних рейсів з аеропортів бразильського штату Баїя.

## Маршрутна мережа
У травні 2010 року маршрутна мережа регулярних перевезень авіакомпанії Abaeté Linhas Aéreas включала такі пункти призначення:
- Бон-Жезус-так-Лапа
- Гуанамбі
- Салвадор — Міжнародний аеропорт імені Луїса-Едуарду-Магальяйнса

## Флот
Станом на грудень 2010 року повітряний флот авіакомпанії Abaeté Linhas Aéreas становили такі літаки: